# Vodranty
Vodranty (en allemand : Wodrant, Rodland) est une commune du district de Kutná Hora, dans la région de Bohême-Centrale, en République tchèque. Sa population s'élevait à 87 habitants en 2020.

## Géographie
Vodranty se trouve à 4,5 km au sud-ouest de Čáslav, à 8 km au sud-est de Kutná Hora et à 69 km à l'est-sud-est de Prague.
La commune est limitée par Močovice au nord et au nord-est, par Krchleby au sud-est, par Souňov au sud et par Kluky à l'ouest.

## Histoire
La première mention écrite de la localité date de 1142.

## Transports
Par la route, Vodranty se trouve à 6 km de Čáslav, à 15 km de Kutná Hora et à 90 km de Prague.